# Eligius von Noyon

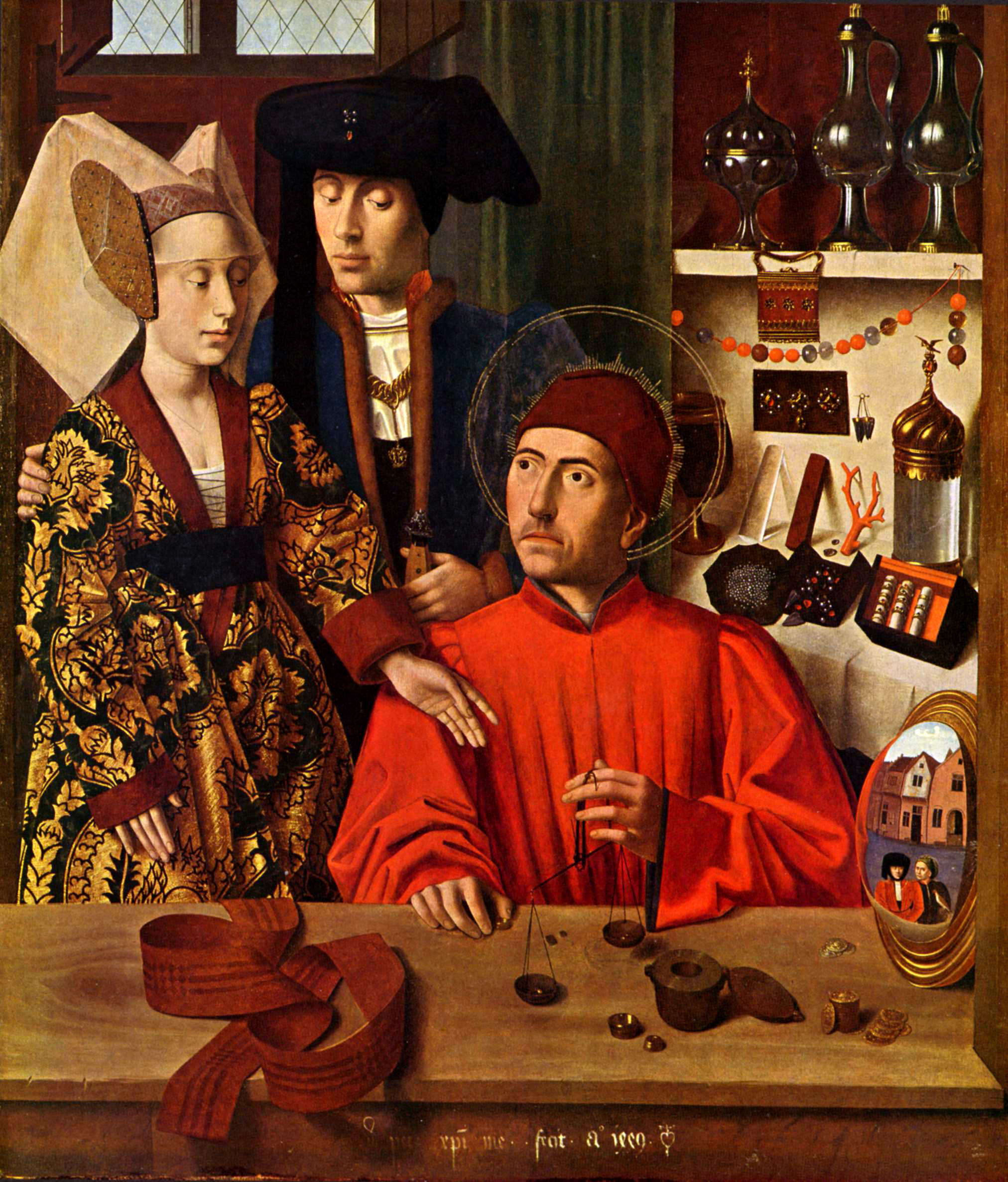
Petrus Christus: Der hl. Eligius in seiner Goldschmiedewerkstatt, 1449, Metropolitan Museum of Art

Eligius von Noyon, kurz Eligius oder Eulogius (französisch St. Éloi oder St. Loy; * um 589 in Chaptelat bei Limoges; † 1. Dezember 659 (660?) in Noyon), war Bischof von Noyon; er wurde später vom Volk als heilig verehrt. Der Hauptteil seiner Reliquien ruht in der Kathedrale von Noyon; darüber hinaus finden sich einige eingelassen in die Eulogius-Büste der Pfarrkirche von Aftholderberg. Sein Gedenktag in der römisch-katholischen und der evangelischen Kirche ist der 1. Dezember.

## Überlieferung

### Leben und Werk

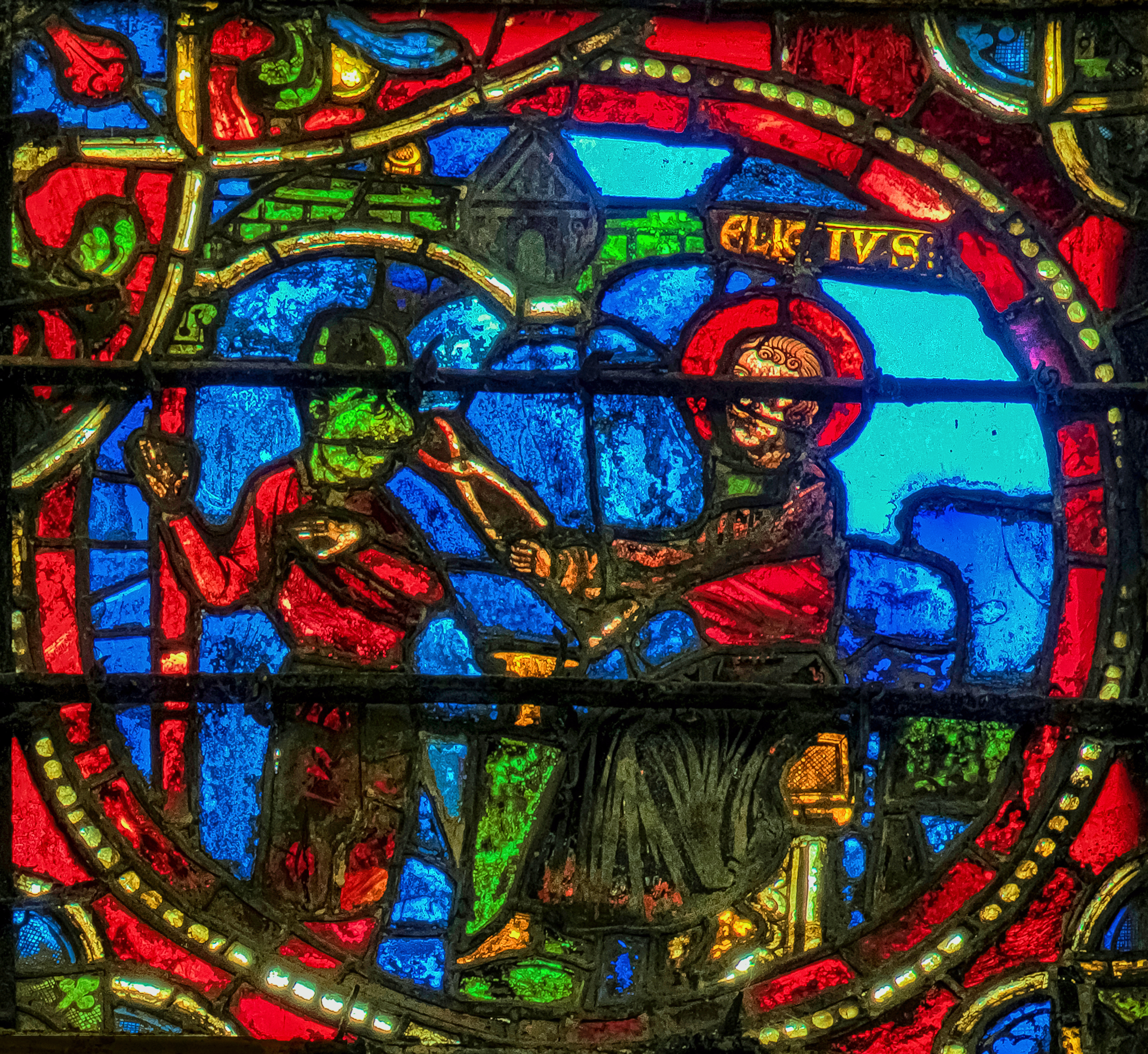
Eligius zwickt einer Teufelin in die Nase, Glasmalerei um 1240, Kathedrale von Auxerre

Eligius erlernte das Goldschmiedehandwerk bei Abbo von Limoges und wurde dem Schatzmeister des Merowingerkönigs Chlothar II. (reg. 597–629/630) in Paris empfohlen. Dieser beauftragte Eligius mit der Herstellung eines goldenen Kopfreliquiars und eines Thronsessels. Durch geschickten Einsatz des Materials soll es ihm gelungen sein, zwei statt nur einen Sessel herzustellen; so wurde er bald selbst Schatz- und Münzmeister. Auch für den Nachfolger Chlothars, Dagobert I. (reg. 629–638), fertigte Eligius Goldschmiedearbeiten an und wurde dessen persönlicher Berater.
Nach dem Tode König Dagoberts verließ Eligius den Hof und empfing die Priesterweihe und am 13. Mai 641 zusammen mit seinem Freund Audoin die Bischofsweihe.
Eligius, der sich bereits im Laienstand durch Freilassungen und Schenkungen sozial engagiert und die Klöster Solignac im Limousin, St.-Martial von Paris und St.-Loup von Noyon gegründet hatte, gründete als Bischof das Frauenkloster St. Godberta in Noyon.
Er entdeckte zudem die Märtyrergräber der Heiligen Quintinius und Piatus. Ohne großen Erfolg betrieb er die Mission unter Flamen und Friesen.

### Legenden
Die Eltern des Heiligen sollen Eucherius und Torrigia gewesen sein. Diese erblickte im Traum einen Adler, der dreimal rief, um ihr etwas zu verkünden. Sie erwähnte dieses Traumbild jedoch nicht, bis sie nach der Geburt ihres Sohnes zu sterben fürchtete. Ein heiliger Mann, der für sie beten sollte, erklärte ihr nun, ihr Sohn würde „heilig und groß in der Kirche des Herrn“. Nach einer anderen Fassung der Legende beschattete der Adler mit seinen Schwingen Torrigia im Garten vor den Sonnenstrahlen.

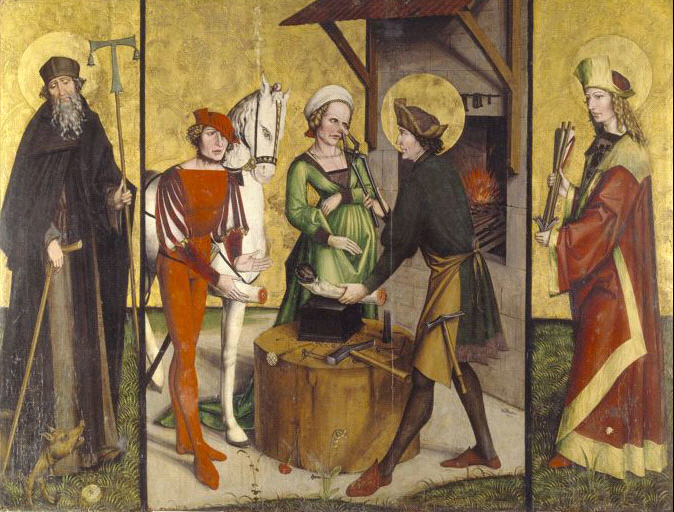
Hans Leu der Ältere: Eligius (Mitte)

Eligius soll, bevor er das Goldschmiedehandwerk erlernte, ein ausgezeichneter Hufschmied gewesen sein. Eines Tages, nachdem er ein Pferd beschlagen hatte, kam ein Fremder zu ihm. Dieser lobte seine Arbeit, schlug ihm aber eine andere Methode vor. Man brachte also dem Fremden ein Pferd, dessen Bein er abschnitt oder abschlug, das Hufeisen anbrachte und nun das abgeschlagene Bein danach wieder ansetzte. Eligius wollte es ihm gleichtun, aber natürlich gelang es ihm nicht, den Fuß wieder anzuschmieden. Als der Fremde wieder erschien, erkannte Eligius Gott den Schöpfer in ihm und begriff, dass ihm eine Lehre der Demut erteilt worden war.
Nach einer Variante der Schmiedesage nahm Christus die Gestalt eines Gesellen in Eligus’ Werkstatt an und zähmte widerspenstige Pferde, indem er ihnen einen Fuß ausriss und fertig beschlagen wieder anheilte. Damit lehrte er den Heiligen, so die Deutung, dass man den teuflischen Pferdefuß erkennen und ausreißen müsse.
Der schmiedende Eligius soll eine Teufelin abgewehrt haben, indem er ihr mit seiner Zange in die Nase zwickte und dadurch der weiblichen Versuchung widerstand.

## Darstellung

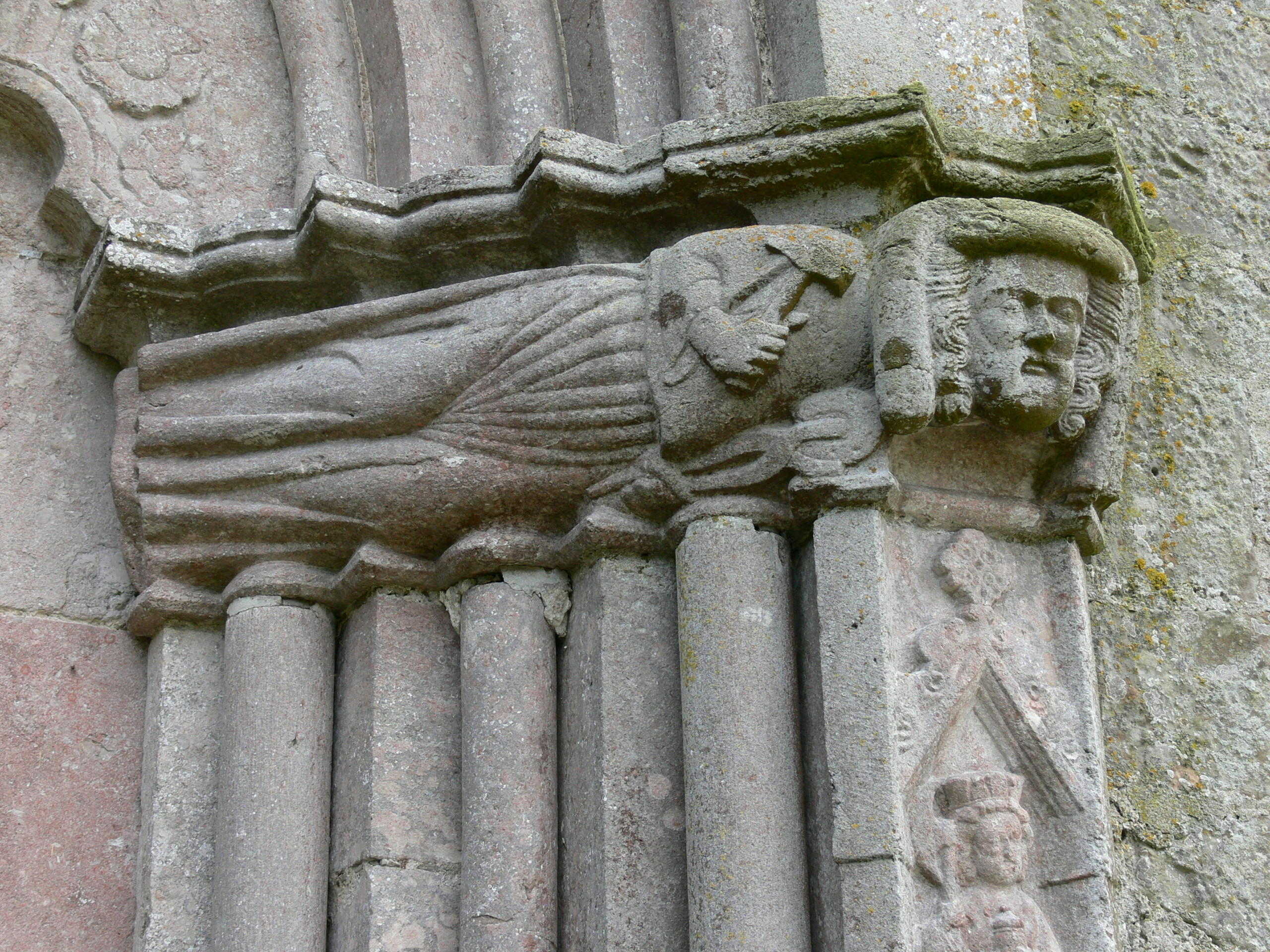
Heiliger Eligius (14. Jahrhundert) am Nordportal der Kirche von Öja auf Gotland mit den Attributen Hammer, Zange und Hufeisen

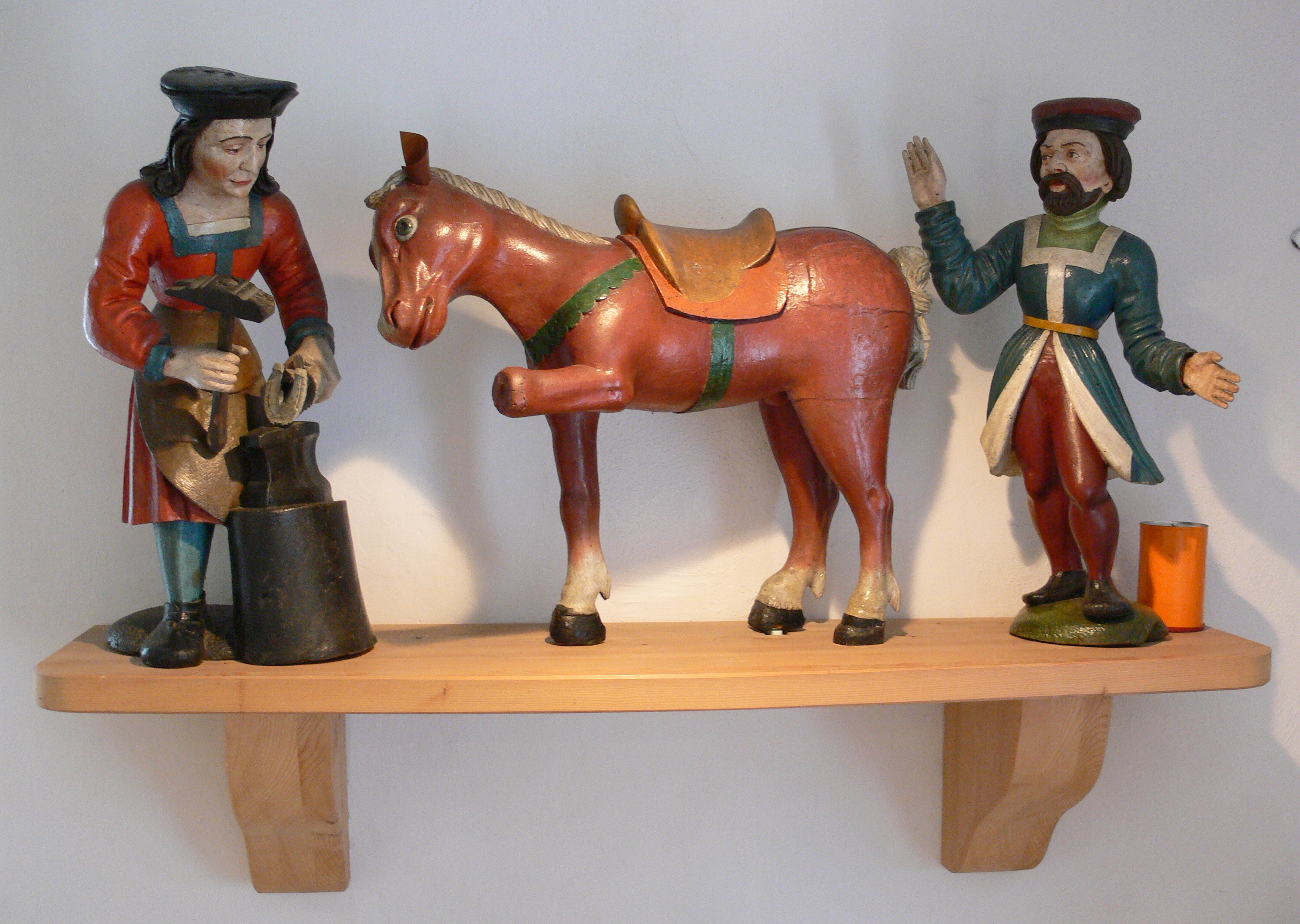
Eligiusgruppe in der Kapelle von Abetsweiler, Gemeinde Bergatreute (Oberschwaben)

- Der Heilige wird auf bildlichen Darstellungen manchmal mit einem Goldschmiedegerät (Hammer und/oder Zange), zwei goldenen Sesseln und einem widerspenstigen Pferd dargestellt.
- Im Hôtel Dieu in Beaune (Burgund) wird auf einer Millefleurs-Tapisserie[7] aus dem 15. Jahrhundert die Legende des heiligen Eligius als Hufschmied dargestellt.

## Schutzpatron
Der heilige Eligius ist Patron zahlreicher Berufe: der Bauern, Bergleute, Büchsenmacher, Goldschmiede, Graveure, Hufschmiede, Knechte, Kutscher, Kutschenmacher, Lampenmacher, Metallarbeiter, Münzmeister, Numismatiker, Münzsammler (siehe dazu: Eligiuspreis), Pferdehändler, Sattler, Schleifer, Schlosser, Schmiede, Schwertfeger, Tierärzte, Uhrmacher, Wagner und Zinngießer. Seit dem 17. Jahrhundert ist er auch der Schutzpatron der Pferde.

## Eulogiusritt
Als einzige Pfarrkirche in der Erzdiözese Freiburg hat die Kirche in Aftholderberg, einem Ortsteil von Herdwangen-Schönach, den heiligen Eulogius zum Kirchenpatron. Zu dessen Ehren wird jährlich jeweils am zweiten Sonntag im Juli das Patrozinium mit einer Reiterprozession mit anschließender heiliger Messe und Pferdesegnung begangen. Die Reitprozession in Aftholderberg ist für das Jahr 1857 belegt, doch sind erste Pferdesegnungen bereits im 18. Jahrhundert wahrscheinlich. Sie wurden mit anderen Formen und Traditionen der Volksfrömmigkeit im Zuge der Aufklärung um 1800 vom damaligen Generalvikar des Bistums Konstanz, Ignaz Heinrich von Wessenberg, verboten. Die ländliche Bevölkerung hat sich mit diesem Verbot nicht abgefunden. Am 8. Juli 2007 feierte der so genannte „Eulogiusritt“ sein 150-jähriges Bestehen. Es nahmen 350 Reiter und 400 Musiker aus der ganzen Region teil.
Weitere Eulogiusritte sind bekannt aus Bingen (Landkreis Sigmaringen), wo diese Veranstaltung auf das Ende des 16. Jahrhunderts zurückgeht, die Tradition aber von 1955 bis 1988 unterbrochen war, und aus Lenzkirch im Südschwarzwald; hier fand die erste Reiterprozession im Jahr 1934 statt, wurde aber von 1937 bis 1945 durch die Nationalsozialisten verboten. In der Gemeinde Burggen (Landkreis Weilheim-Schongau) findet jeweils am ersten Advent der traditionellen Eligiusritt mit Pferdesegnung statt. Die anschließende Prozession führt zur Eligiuskapelle.